# Fundacja Civis Polonus
Fundacja Civis Polonus – utworzona w 2004 polska organizacja pozarządowa zajmująca się tematyką edukacji obywatelskiej, partycypacji społecznej i aktywizowania mieszkańców w sprawy życia publicznego. W ramach swojej działalności fundacja angażuje się m.in. w rozwijanie młodzieżowych rad gmin, popularyzację budżetów obywatelskich oraz innych narzędzi partycypacji - np. współorganizowała Warszawski Panel Klimatyczny. Za tę ostatnią inicjatywę otrzymała nagrodę specjalną w konkursie na najlepszą inicjatywę pozarządową S3KTOR 2020/21. Fundacja Civis Polonus jest również realizatorem programu Równać Szanse Polsko-Amerykańskiej Fundacji Wolności (do 2021 rolę tę pełniła Polska Fundacja Dzieci i Młodzieży).